# Agrostis trachychlaena
Agrostis trachychlaena е вид растение от семейство Житни (Poaceae). Видът е застрашен от изчезване.

## Разпространение
Разпространен е в Света Елена, Възнесение и Тристан да Куня.